# Franck Capdeville
Pas d'image ? Cliquez ici

a Compétitions nationales et continentales officielles uniquement.

Dernière mise à jour le 24 octobre 2012.
Franck Capdeville, né le 26 mai 1964 à Vic-Fezensac (Gers), est un joueur français de rugby à XV évoluant au poste de pilier.

## Biographie
Franck Capdeville, ancien joueur de l'union athlétique Vicoise et du FC Auch Gers où il formait une redoutable première ligne avec Stéphane Graou et de l'US Cognac, fait notamment partie de l'équipe des « Mammouths de Grenoble » et se voit privé du titre de champion de France en 1993, défait 14 à 11 par le Castres olympique dans des conditions rocambolesques.
Par la suite il dispute avec l'US Vinay le championnat de 1e division groupe B avec Franck Azéma mais aussi Stéphane Weller, Willy Pepelnjak, Christophe Monteil, Martial Servantes, Gilles Claret et Charl Snyman, tous anciens grenoblois.
Enfin, il termine sa carrière au Stade montois où il remporte avec son ancien compère de la première ligne des Mammouths de Grenoble Philippe Tapié la Finale Élite 2 en 1999.
Après cette victoire il met un terme a sa carrière de joueur.
Il deviendra ensuite éducateur des jeunes au Stade montois,.

## Palmarès
Avec le FC Grenoble
- Championnat de France de première division :
  - Vice-champion (1) : 1993[11]
  - Demi-finaliste (2) : 1992 et 1994

Avec le Stade montois
- Championnat de France de Nationale 1 :
  - Champion (1) : 1998
- Championnat de France Elite 2 :
  - Champion (1) : 1999[8]